# Avia BH-28
Avia BH-28 byl dvoumístný průzkumný dvouplošník vzniklý roku 1927 v Československu v odpověď na požadavek vlády Rumunska na tuto kategorii letounu. Avia svou konstrukci založila na typu BH-26, ale pohonnou jednotku nahradila typem Armstrong Siddeley Jaguar, v souladu s požadavkem zákazníka.
Postavený letoun byl předváděn v Bukurešti, kde byl v květnu 1927 zničen při nehodě. Oba piloti, Václav Bican a Václav Kinský, zahynuli. Objednávka sériové výroby nebyla zadána, a prototyp tak zůstal jediným postaveným exemplářem.
Československému letectvu typ nabízen nebyl.

## Specifikace

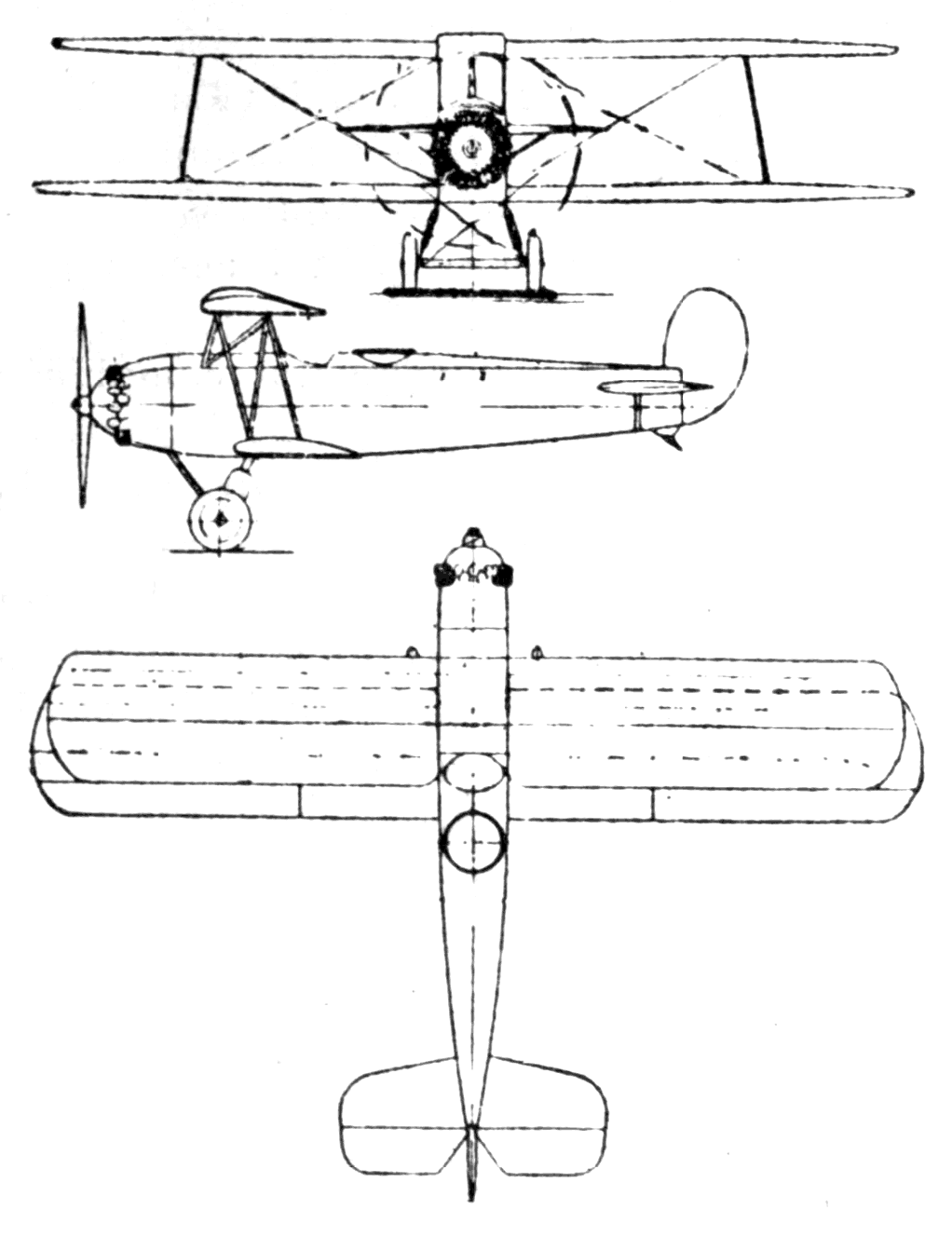
Třípohledový nákres v časopisu L'Aéronautique, srpen 1927.

Údaje podle

### Technické údaje
- Osádka: 2 (pilot a pozorovatel/střelec)
- Délka: 9,05 m
- Rozpětí: 11,80 m
- Nosná plocha: 36,50 m²
- Prázdná hmotnost: 1 150 kg
- Vzletová hmotnost: 1 950 kg
- Pohonná jednotka: 1 × vzduchem chlazený čtrnáctiválcový dvouhvězdicový motor Armstrong Siddeley Jaguar
- Výkon pohonné jednotky: 283 kW (385 k)

### Výkony
- Maximální rychlost: 230 km/h
- Cestovní rychlost: 285 km/h
- Dostup: 7 200 m
- Stoupavost: výstup do 5 000 m za 25 minut
- Dolet: 900 km